# Sportclub Union 06 Berlin
Il SC Union 06 Berlin è una società calcistica tedesca, fondata il 9 giugno 1950 a Berlino Ovest.

## Storia
La società ebbe origine a seguito della divisione della Germania in due stati, che portò gli ex aderenti all'SG Union 06 Oberschöneweide, vincitrice del campionato tre anni prima, a separarsi: coloro che rimasero a Berlino Est proseguirono le attività con la squadra originaria, che nel 1966 divenne Union Berlino e adottò i colori bianco-rossi; quelli che invece ripararono a Berlino Ovest crearono l'SC Union 06, che mantenne i colori originari bianco-blu.
Durante gli anni cinquanta la squadra militò per qualche tempo nel massimo livello del campionato tedesco di calcio occidentale, partecipando fra l'altro ad uno dei due gironi finali del torneo del 1952-1953. All'inizio del decennio successivo scese in seconda divisione, poi in terza e nel 1966 in quarta.
Dopo la caduta del Muro di Berlino, la SC Union ha sempre militato tra il quarto ed il nono livello del campionato unificato della Germania.